# José María Pazo
José María Pazo (Valledupar, 4 april 1964) is een voormalig profvoetballer uit Colombia die speelde als doelman. Hij was derde doelman voor zijn vaderland bij het WK voetbal 1994 in de Verenigde Staten.

## Clubcarrière
Pazo speelde acht seizoenen in zijn geboorteland Colombia bij Atlético Junior en Atlético Nacional. Bij die laatste club beëindigde hij zijn carrière in 2000.

## Interlandcarrière
Pazo speelde drie interlands voor de nationale ploeg van Colombia in de periode 1993–1995. Hij maakte zijn debuut op 31 maart 1993 in een vriendschappelijke thuiswedstrijd tegen Costa Rica, die met 4-1 werd gewonnen onder meer dankzij twee treffers van Adolfo Valencia. Pazo begon in dat duel in de basis maar moest na 58 minuten plaatsmaken voor een andere debutant, Óscar Córdoba.
Pazo had niet alleen concurrentie te duchten van Córdoba, maar ook van Miguel Ángel Calero, Faryd Mondragón en veteraan René Higuita. Zijn tweede interland speelde hij op 5 mei 1994 tegen El Salvador (3-0), zijn derde en laatste op 29 november 1995 in Los Angeles tegen Mexico (2-2).

## Erelijst
Atlético Junior
- Colombiaans landskampioen

1993, 1995
 Atlético Nacional
- Colombiaans landskampioen

1999
- Copa Merconorte

1998, 2000